# باو توريس (لاعب كرة قدم مواليد 1987)
باو توريس (بالإسبانية: Pau Torres Riba) (4 يونيو 1987 بكابيلادس في إسبانيا - ) هو لاعب كرة قدم إسباني في مركز حراسة المرمى. لعب مع ديبورتيفو ألافيس ونادي برشلونة ب ونادي برشلونة ج ونادي سبتة وCD San Roque de Lepe ‏ ونادي ليدا ونادي تيراسا ‏ ونادي سان أندرو.

## وصلات خارجية
- باو توريس على موقع قاعدة بيانات كرة القدم.إي يو (الإنجليزية)
- باو توريس على موقع Soccerway.com (الإنجليزية)
- باو توريس على موقع AS.com (الإسبانية)